# Baidoa
Baidoa (auch Baydhabo geschrieben) ist eine Stadt in Somalia. Sie hatte Anfang 2019 etwa 130.000 Einwohner. Sie ist Hauptstadt der Region Bay in Südwestsomalia und war ab 2005 zeitweise provisorischer Sitz der Übergangs-Bundesregierung.
Wichtigster Clan in Baidoa sind die Rahanweyn.
Wegen einer langanhaltenden Dürre leben (Stand September 2022) mindestens 600.000 Menschen in und um Baidoa. Viele sind vor der jahrelangen Dürre geflohen, die Teile Somalias unbewohnbar gemacht hat; viele sind vor der islamistischen Miliz al-Schabaab geflohen, die weite Teile Somalias kontrolliert. Die Miliz schnürt den Zugang zu internationaler Hilfe ab, sodass vielen Menschen nicht vor Ort geholfen werden kann. Beides zusammen führt zu einem Massenexodus aus den Dörfern in die Städte, wo viele ihre letzte Hoffnung sehen. Baidoa und Somalias Hauptstadt Mogadischu verzeichnen die größten Zuströme von Binnenmigranten.

## Geschichte
Im somalischen Bürgerkrieg war Baidoa zwischen verschiedenen Clanführern und Kriegsherren umkämpft. Während der Hungersnot 1991–1993 sollen in der Region um Baidoa etwa eine halbe Million Menschen verhungert sein. Baidoa wurde damals  „Stadt des Todes“ genannt.
1995 entmachtete der Kriegsherr Mohammed Farah Aidid die Rahanweyn-Lokalverwaltung der Stadt. 1999 eroberte die Rahanweyn-Widerstandsarmee (RRA) Baidoa von Aidids Sohn und Nachfolger Hussein Mohammed Farah zurück. 2001 verbündeten sich Hussein Mohammed Farah, die RRA und andere gegen die neu gegründete Übergangs-Bundesregierung und errichteten in Baidoa ihre Gegenregierung SRRC. 2003 schloss sich die SRRC der Übergangsregierung an.
Von 2005 bis Ende Dezember 2006 machte die Übergangsregierung unter Staatspräsident Abdullahi Yusuf Ahmed (1934–2012) Baidoa (zusammen mit Jawhar) zu ihrem provisorischen Regierungssitz, weil sich die Landeshauptstadt Mogadischu seit 1991 unter der Kontrolle rivalisierender Clans und Kriegsherren befand und im Verlauf des Jahres 2006 von der Union islamischer Gerichte kontrolliert wurde. Die Macht der Übergangsregierung reichte bis Ende Dezember 2006 kaum über Baidoa hinaus.
In der Umgebung kam es Ende 2006 zu schweren Kämpfen, bei denen die Union islamischer Gerichte von der Übergangsregierung und äthiopischen Truppen zurückgedrängt wurde.
Am 26. Januar 2009 eroberten die al-Schabab-Milizen Baidoa. Einen Tag zuvor hatten sich die letzten äthiopischen Soldaten aus der Stadt und aus Somalia zurückgezogen.
Am 22. Februar 2012 wurde die Stadt durch Einheiten der somalischen Zentralregierung und der mit dieser verbündeten äthiopischen Armee zurückerobert.

## Söhne und Töchter der Stadt
- Nuruddin Farah (* 1945), Schriftsteller